# Anoratha
Anoratha é um gênero de traça pertencente à família Arctiidae.